# Amtsgericht Ingolstadt

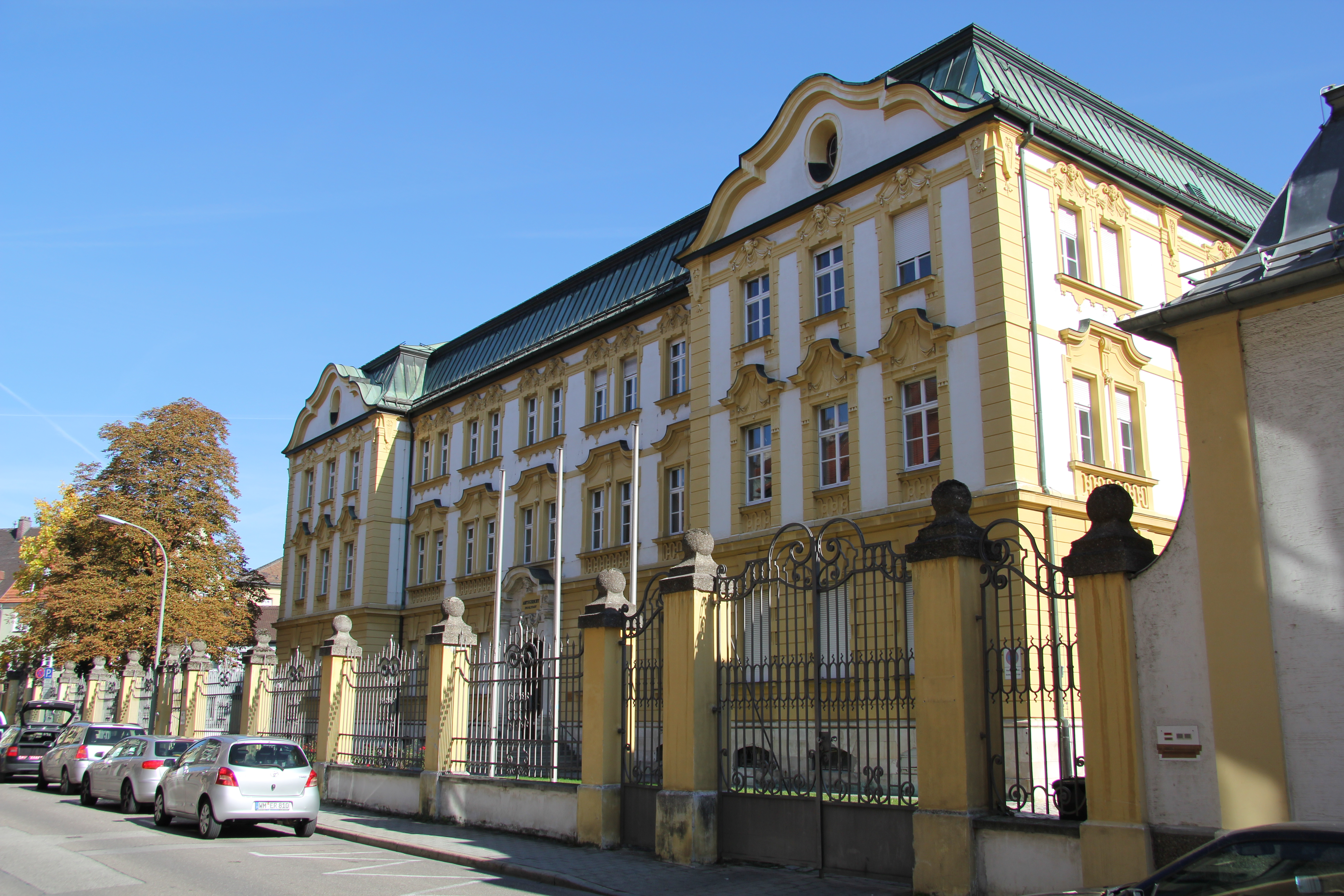
Amtsgericht Ingolstadt, Gebäude Neubaustraße 8

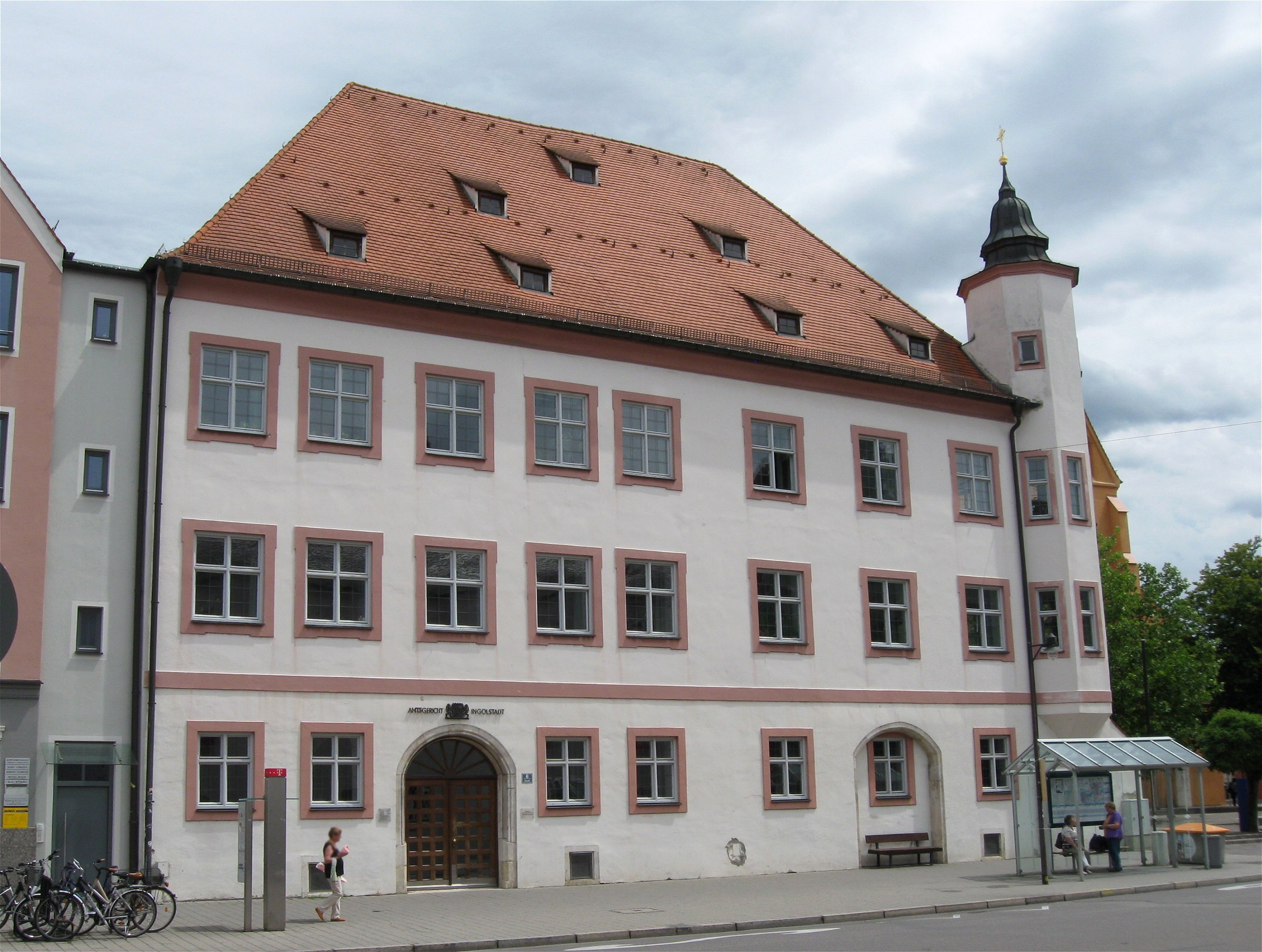
Amtsgericht Ingolstadt, Gebäude Harderstraße 6 (sogenanntes Kaisheimer Haus)

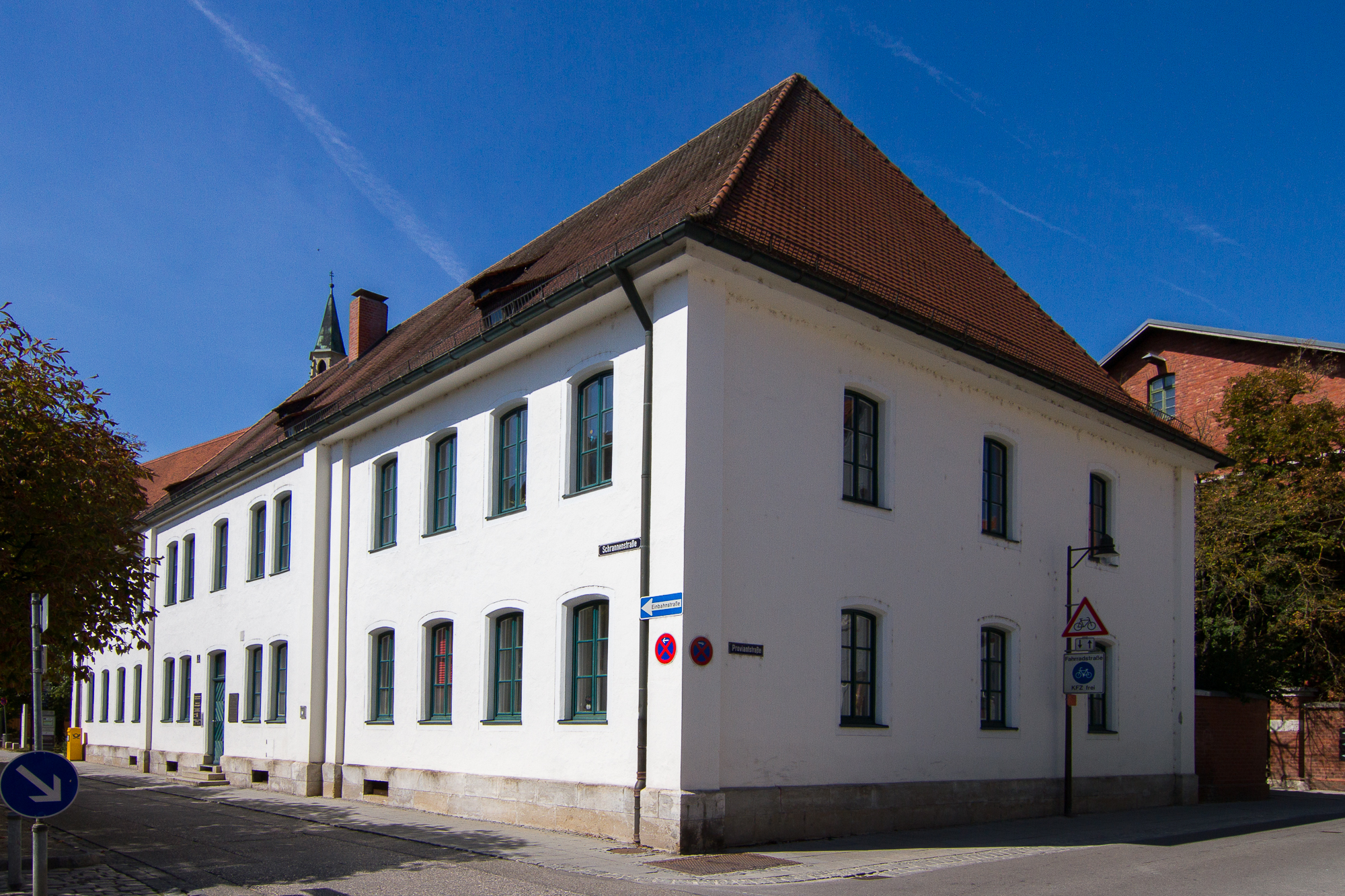
Amtsgericht Ingolstadt, Gebäude Schrannenstraße 3

Das Amtsgericht Ingolstadt im Landgerichtsbezirk Ingolstadt ist ein Gericht der ordentlichen Gerichtsbarkeit und eines von 73 Amtsgerichten in Bayern. Es ist in drei Gebäude aufgeteilt, dem Hauptgebäude in der Neubaustraße 8, und zwei Nebengebäuden in der Harderstraße 6 und in der Schrannenstraße 3 in Ingolstadt.

## Geschichte
Anlässlich der Einführung des Gerichtsverfassungsgesetzes am 1. Oktober 1879 wurde in Ingolstadt ein Amtsgericht errichtet. Dabei wurde der Bezirk des bisherigen Stadt- und Landgerichts Ingolstadt zum gleichen Datum um zehn Gemeinden des bisherigen Stadt- und Landgerichts Neuburg a. d. Donau vergrößert.
Bis 1944 gehörte das Amtsgericht zum Landgerichtsbezirk Eichstätt und anschließend bis 1988 zum Landgerichtsbezirk München II.
1899 begann der Bau des Hauptgebäudes in der Neubaustraße 8, das 1901 fertiggestellt wurde, auf dem ein Jahr zuvor erworbenen 3120 m² großen Grundstück. Im Erdgeschoss befand sich ein Sitzungssaal für Zivilsitzungen und im ersten Obergeschoss einer für Strafsitzungen. Im zweiten Obergeschoss befanden sich Büroräume und die Dienstwohnung des Amtsvorstands.
Nach dem Ende des Zweiten Weltkriegs wurde das Gebäude geräumt und die örtliche Militärregierung der US-Armee dort eingerichtet. In den Jahren 1949/50 wurde das zweite Obergeschoss teilweise wieder freigegeben, gefolgt von der Räumung beider Obergeschosse im Jahr 1952 und des Erdgeschosses im Jahr 1953 durch die Amerikaner. Ab 1953 wurde das Gebäude in der Neubaustraße als eine Zweigstelle der Staatsanwaltschaft beim Landgericht München II verwendet.
1969 wurde der Sitzungssaal im ersten Obergeschoss durch Brandstiftung völlig zerstört. Das Amtsgericht musste vorübergehend in die Johannesstraße umziehen. Nach einem Jahr waren die umfassenden Renovierungs- und Reparaturarbeiten und die Fertigstellung eines dringend benötigten dritten Sitzungssaales beendet.
Erst seit 1988 besteht der Landgerichtsbezirk Ingolstadt, der aus Teilen der Landgerichtsbezirke München II (Amtsgerichte Ingolstadt und Pfaffenhofen/Ilm) und Augsburg (Amtsgericht Neuburg/Do.) gebildet wurde.
In den Jahren 2008/09 wurde das Gebäude erneut renoviert und im März 2009 vollendet.

## Zuständigkeitsbereich
Der Zuständigkeitsbereich erstreckt sich auf die kreisfreie Stadt Ingolstadt sowie den Landkreis Eichstätt. Für Registersachen, Insolvenz- und Zwangsversteigerungsverfahren, Urheberrechts-Landwirtschaftssachen und Standesamtsangelegenheiten ist das Amtsgericht auch noch für den Landkreis Neuburg-Schrobenhausen sowie den Landkreis Pfaffenhofen an der Ilm zuständig.
Folgende Verfahren werden am Amtsgericht Ingolstadt verhandelt:
Neubaustraße 8:
- Beratungshilfe
- Betreuungsverfahren
- Familienverfahren
- Gerichtszahlstelle
- Rechtsantragstelle
- Zivilverfahren

Harderstraße 6:
- Grundbuchamt
- Nachlassverfahren
- Registersachen
- Strafverfahren

Schrannenstraße 3:
- Insolvenzverfahren
- Zwangsversteigerung
- Zwangsvollstreckung

## Übergeordnete Gerichte
Dem Amtsgericht Ingolstadt ist das Landgericht Ingolstadt und das Oberlandesgericht München übergeordnet.